# Mebibyte
El mebibyte (símbolo MiB) es una unidad de información utilizada como un múltiplo del byte. Equivale a 220 bytes.

## Visión general
El mebibyte está estrechamente relacionado con el megabyte (MB). Mebibyte y megabyte no son sinónimos, puesto que tienen valores diferentes,  pero suelen usarse incorrectamente como si lo fueran:
- 1 mebibyte = 1 048 576 B = 220 bytes.
- 1 megabyte = 1 000 000 B = 106 bytes.

Los dos números están relativamente cercanos, pero el confundir uno con otro ha llevado ocasionalmente a problemas aún discutidos por la comunidad informática. (ver prefijo binario y prefijos del SI para más información)
Es frecuente escribirlo incorrectamente como Mibibyte. Este fallo está presumiblemente derivado de la inclusión de la letra "i" en la abreviatura o confusión sobre cómo se forman los prefijos (por ejemplo "kibi" y "gibi"). La "i" en realidad pertenece al final del prefijo.  tebi- y pebi- se abrevian incorrectamente de forma similar como Ti- y Pi-, pero no es habitual verlos, ya que estos tamaños de almacenamiento (y los correspondientes términos) no se utilizan aún comúnmente.

## Equivalencia

### Mebibyte a Byte
1 mebibyte = 1 MiB = 220 bytes = 1 048 576 bytes.

### Mebibyte a Kibibyte
1 mebibyte = 210 kibibytes = 210 KiB = 1024 kibibytes.

### Gibibyte a Mebibyte
1 gibibyte = 1 GiB = 210 mebibytes = 1024 mebibytes.

## Historia
Su nombre proviene de la contracción de mega binary byte.
La unidad fue definida por la Comisión Electrotécnica Internacional (IEC) en diciembre de 1998. El uso del mebibyte y unidades relacionadas está fuertemente apoyado por el IEEE y el Comité Internacional de Pesos y Medidas (CIPM). Dicha unidad lentamente está siendo aceptada.
Forma parte de la norma ISO/IEC 80000-13, antiguamente IEC 60027-2 (Desde febrero del año 1999).